# Khosro Ier
Khosro, Khosrau, Khosrow ou Husrav Ier, ou encore Anushiravan ou Nouschirwân (du persan : انوشيروان signifiant « l'âme immortelle »), le Juste (انوشیروان دادگر, Anooshiravan-e-dadgar), est le fils et successeur de Kavadh Ier, et l'un des empereurs d'Iran sous la dynastie sassanide  (531–579). En tant que Shah, il pose les fondations de nombreuses villes nouvelles et de palais. Les routes commerciales sont améliorées et de nouveaux ponts et barrages sont construits sous son règne. Pendant le règne de Khosro Ier, les arts et les sciences sont florissants en Iran. L'Empire sassanide est à son apogée. Son règne ainsi que celui de son père, et celui de son successeur Khosro II (590–628) sont considérés comme un « second âge d'or » dans l'histoire de l'Empire sassanide.

## Enfance
Selon l'historienne Parvaneh Pourshariati, Khosro Ier est le fils de Kavadh Ier et d'une sœur anonyme de l'aspebedes Bawi ou Bāu (?) († vers 532), un membre de la famille féodale parthe des Ispahbudhān qui règne de facto sur le Khorassan.
Tabari donne une autre version de la naissance de Khosro Ier. Le prince Kavadh, se réfugiant chez les Huns blancs après l'accession au trône de son frère Valash, aurait rencontré en chemin une jeune paysanne qui serait devenue la mère du futur Khosro Ier, de ce fait originellement considéré comme indigne d'hériter du trône de son père.
Vers 520, Kavadh propose à l'empereur byzantin Justin Ier d'adopter son fils Khosro pour consolider sa prétention au pouvoir, menacée par ses frères et les Mazdakites. Si l'empereur et son neveu Justinien accueillent la perspective favorablement, le questeur Proclus s'y oppose devant le risque de Khosro puisse ensuite prétendre au pouvoir byzantin. Les Byzantins proposent alors d'adopter Khosro non comme un Romain, mais comme un barbare mais aucun compromis ne peut être trouvé. Khosro semble en avoir tiré une rancune envers les Romains d'Orient et son attitude à leur égard se détériore sensiblement. 
En outre, Mahbod, un diplomate sassanide qui a tenté de négocier l'adoption avec Siyawush, accuse ce dernier d'avoir saboté les négociations. D'autres griefs sont adressés à l'encontre de Siyawush, notamment celui d'avoir enterré sa femme, contrairement aux traditions funéraires iraniennes. Siyawush est probablement un Mazdakite, une secte soutenue auparavant par Kavadh et dorénavant rejetée. Kavadh décide de le mettre à mort, probablement du fait de son influence devenue trop grande sur l'armée sassanide. 
En dépit de l'échec des négociations byzantino-sassanides, aucun conflit n'éclate dans l'immédiat. La rivalité entre les deux empires s'exprime plutôt par la guerre menée entre les Lakhmides, soutenus par les Sassanides, et les Ghassanides, soutenus par les Byzantins.

## Accession au pouvoir
En 531, l'armée sassanide est en plein siège de Martyropolis quand Kavadh tombe malade et meurt. Khosro lui succède mais du fait de la fragilité de son pouvoir, il négocie la paix avec Justinien qui, de son côté, cherche probablement à masser des forces en Occident pour reconquérir les anciennes terres de l'Empire romain d'Occident. Les ambassadeurs byzantins trouvent Khosro dans de bonnes dispositions pour trouver un accord. Justinien accepte de payer 110 quintaux d'or, en rétribution pour les Sassanides qui assurent la défense des cols du Caucase contre les peuples barbares qui vivent au-delà. En outre, il consent à abandonner la forteresse de Dara et à se replier sur Constantina. Les deux dirigeants se reconnaissent aussi comme égaux et se promettent une assistance mutuelle. Un point d'achoppement demeure un moment sur la rétrocession de forts conquis par l'un et l'autre empire mais Justinien et Khosro finissent par trouver un terrain d'entente, tandis que les Ibères qui se sont révoltés contre les Sassanides peuvent soit rester dans l'Empire byzantin, soit revenir chez eux en sécurité.

## Réformes intérieures
Les réformes fiscales de Khosro ont été louées par différents historiens, dont F. Altheim. L'empereur met en œuvre les décisions déjà actées par Khavad, qui contribuent à renforcer l'influence de la cour impériale. Auparavant, les propriétés  foncières sont principalement détenues par sept familles parthes qui jouissent d'exemptions fiscales et agissent comme collecteurs d'impôts au sein de leurs zones d'influence. Avec l'explosion de la révolution mazdakite, les paysans et les couches populaires en général se soulèvent et s'emparent d'importantes portions de territoire, ce qui engendre une grande confusion dans le paysage des propriétés foncières. Khosro fait recenser l'ensemble des terres de son Empire et les taxes suivant le même barème. Les revenus fiscaux qui, auparavant, allaient au bénéfice des nobles locaux sont désormais perçus par le trésor impérial, ce qui renforce la stabilité des rentrées fiscales.
Du fait de cette variabilité plus faible des revenus impériaux, le trésor peut facilement estimer les revenus de l'année alors que, par le passé, les taxes étaient collectées sur le rendement des terres, dorénavant, elles s'appuient sur les droits à l'eau pour chaque parcelle de terre. Les propriétés qui voient pousser des palmiers à dattes et des oliviers utilisent un système de taxation légèrement différent, basé sur la quantité d'arbres fruitiers par propriété. Dans l'ensemble, les réformes fiscales de Khosro sont considérées comme l'épine dorsale de toutes les réformes militaires et administratives à venir.
L'un des aspects fondamentaux de la politique de Khosro repose sur la création d'une nouvelle classe sociale. Auparavant, trois classes structurent la société sassanide : les magi comme forme de clergé, les nobles et les paysans (sorte de tiers-état). Khosro y adjoint une classe intermédiaire entre les nobles et les paysans que sont les dehkans, des petits propriétaires terriens qui constituent une notabilité inférieure. Khosro lutte aussi contre la corruption du gouvernement et les dehkans sont de plus en plus favorisés en raison de leur loyauté et de leur honnêteté plus grandes dans l'administration. De plus en plus, ils en viennent à devenir les propriétaires terriens majoritaires dans certaines provinces.
Cette évolution réduit donc l'influence des grandes familles qui ont tendance à se comporter comme des seigneuries locales, expliquant d'autant plus la dénomination de l'empereur comme roi des rois, c'est-à-dire comme roi d'un ensemble de petites royautés provinciales. Leur perte d'influence augmente d'autant la puissance du pouvoir central, au travers notamment de la redirection de la fiscalité vers Ctésiphon.
Khosro investit aussi le champ militaire. Il fait évoluer l'armée iranienne pour qu'elle soit capable de mener des campagnes au long cours, sur des fronts différents et avec une capacité de mobilisation plus rapide. Avant son règne, l'armée sassanide est dépendante des seigneurs locaux pour le recrutement en hommes et en cavalerie, chaque famille fournissant sa propre armée et son propre équipement. Ce système s'affaiblit avec l'émergence des dehkans, qui sont payés par le gouvernement central.
La principale force de l'armée sassanide repose sur la cavalerie aswaran. Or, seuls des nobles peuvent normalement occuper ses rangs, ce qui entraîne parfois des déficits de soldats entraînés. Désormais, ceux appartenant à la classe des dehkans peuvent s'engager dans ce corps, qui est donc plus nombreux.
En complément, Khosro crée quatre districts militaires, chacun dirigé par un spahbed ou général. Désormais, le général des Iraniens (Eran-spahbed) ne contrôle plus l'ensemble de l'armée impériale. Ces régions militaires sont le Caucase, le Golfe Persique et le centre-ouest de l'Empire, la Mésopotamie et l'Asie centrale.

## Politique extérieure

Carte de la frontière byzantino-sassanide.

### Guerre avec les Byzantins
En 539, Khosro tente de trouver un prétexte pour rouvrir les hostilités avec l'Empire byzantin, en prenant appui sur la rivalité entre les Lakhmides, un peuple allié, et les Ghassanides, pro-byzantins, qui se disputent la souveraineté des terres au sud de Palmyre, près de la Strata Diocletiana. Néanmoins, les Byzantins ne tombent pas dans le piège et Khosro réagit en accusant Justinien de corrompre le roi lakhmide al-Mundhir III ibn al-Nu'man ainsi que d'avoir incité les Huns à envahir l'Iran. Dans le même temps, le roi ghassanide al-Harith ibn Jabalah evahit le territoire lakhmide et en tire un important butin. Khosro se plaint immédiatement à Justinien et exige le retour des biens pillés et une compensation financière pour les Lakhmides tués. Justinien ignore la requête, ce qui incite Khosro à déclarer la guerre, d'autant qu'il a reçu un émissaire du roi ostrogoth Vitigès, alors en lutte contre les Byzantins en Italie. Sûrement l'empereur sassanide espère-t-il profiter de la division des forces byzantines en Italie et en Afrique du Nord, tandis que Justinien tente sans succès de dissuader son rival de reprendre la guerre.
En mai 540, les armées de Khosro pénètrent en territoire byzantin et évitent la forteresse de Circesium pour attaquer Zénobie, sans parvenir à obtenir la reddition de la cité. Les Sassanides se dirigent ensuite sur Sura et tuent le général byzantin Arsacès lors d'une bataille. Les habitants de la cité envoient alors leur évêque parlementer avec Khosro, qui réussit à le tromper pour s'emparer de la ville et la mettre à sac. Germanus mande à son tour un évêque, celui de Beroea, Mégas, pour négocier. Encore une fois, Khosro ignore ces tentatives et menace désormais Hiérapolis où les habitants lui offrent près d'une tonne d'argent pour qu'il épargne la cité. Cette fois, Khosro accepte d'interrompre sa campagne et de se retirer en échange de dix quintaux d'argent. Néanmoins, dès que Mégas se rend à Antioche pour prévenir Germanus, Khosro lance ses troupes à l'assaut de Beroea, qui est pillée, avant de les envoyer vers Antioche, atteinte en juin. La population refuse la proposition d'un tribut et Khosro prend d'assaut la ville, qui tombe et est mise à sac.
Justinien insiste pour négocier la paix et finit par conclure un traité avec Khosro, dans lequel celui-ci accepte de se retirer en échange de cinquante quintaux d'or, plus cinq quintaux tous les ans. Les ambassadeurs byzantins sont aussi gardés en otage, de façon que Khosro s'assure du respect du traité. Néanmoins, avant son départ, Khosro se rend à Séleucie de Piérie, le port d'Antioche, pour se baigner dans la mer Méditerranée. Enfin, il organise des courses de chars où figurent les factions des Bleus et des Verts et il s'arrange pour que les Bleus, soutenus par Justinien, soient battus par leurs rivaux. Il fait même en sorte d'extorquer un tribut à certaines villes byzantines, dont Apamée, à tel point que Justinien est sur le point d'envoyer Bélisaire contre les Sassanides.

### Guerre Lazique

Le royaume de Lazique, souvent sous forte influence byzantine.

Au cours du printemps 541, Khosro dirige son armée vers le royaume de Lazique dans l'actuelle Géorgie, sur la requête du roi Gubazès II, pour en expulser les Byzantins. Les Sassanides parviennent notamment à s'emparer de la forteresse de Pétra, avant d'instaurer un protectorat sur la région. En face, c'est de nouveau Bélisaire qui est appelé à la rescousse. En Mésopotamie, il assiège Nisibis, avant d'être rappelé en Occident. Khosro, lui, poursuit ses opérations en Arménie puis vise la Syrie pour assiéger Edesse, une ville devenue plus importante qu'Antioche. Devant la résistance des assiégés, Khosro doit battre en retraite et conclut une trêve de cinq ans, en 545. Néanmoins, dès 548, les Lazes se révoltent et une armée byzantine vient en renfort, ce qui met un terme à la trêve. 
Plus tard, Khosro jette son dévolu sur la forteresse frontalière de Dara, en dépit du risque de briser la trêve qui règne encore sur le front mésopotamien. Il envoie un de ses dignitaires, Izadgushap, qui se fait passer pour un diplomate en route pour Constantinople. Une fois dans la cité de Dara, il doit, avec sa suite, prendre par surprise la garnison. Néanmoins, un ancien conseiller de Bélisaire du nom de Georges, réduit le stratagème à néant quand il exige que Izadgushap n'ait pas plus de vingt hommes avec lui. Après avoir résidé un temps à Dara, il se rend donc effectivement à Constantinople où il est chaleureusement reçu par Justinien et gratifié de plusieurs cadeaux.
En 549, la guerre a donc de nouveau cours entre les deux empires rivaux du Moyen-Orient, jusqu'en 556, quand le général byzantin Martin vainc une importante force sassanide. Les négociations reprennent entre Justinien et Khosro et débouchent sur le traité de Dara en 562, qui établit une paix de cinquante ans et par lequel les Iraniens abandonnent leurs prétentions sur la Lazique, en échange d'un tribut annuel en or.

### Guerre en Orient
Une fois la paix conclue avec les Byzantins, Khosro redirige son attention vers l'Est, contre les Hephtalites (ou Huns Blancs) qui dominent l'Asie centrale. En dépit de ses réformes militaires, Khosro ne peut aborder sereinement une guerre face aux Hephtalites et il cherche des alliés. Il les trouve parmi les Turcs, qui pénètrent de plus en plus en Asie centrale et se posent comme des rivaux des Hephtalites.
Si les Hephtalites ont pour eux la puissance militaire, ils manquent de l'organisation nécessaire à une guerre sur deux fronts. En 557, les Sassanides et les Göktürks nouent une alliance et lancent l'offensive en 557, profitant de l'indiscipline des Hephtalites. Ces derniers voient leur empire s'effondrer à la bataille de Gol-Zarrium. Désormais, leur présence se réduit à plusieurs royaumes autour de l'Oxus. Ghadfar, le chef des Hephtalites, demande l'asile à Khosro, qui lui accorde, tandis que le khagan des Göktürks, Istämi, trouve un accord avec les dignitaires hephtalites, aboutissant à la désignation de Faghanish comme nouveau roi des Hephtalites.
Néanmoins, l'émergence d'une puissance turque incorporant les Hephtalites en Asie centrale n'est pas sans menace pour l'influence sassanide dans la région. Khosro se déplace lui-même jusqu'en Hyrcanie, aux confins de son Empire, pour négocier avec des ambassadeurs d'Istämi. Khosro réaffirme sa puissance militaire et convainc les Turcs de forger une alliance durable avec lui, au travers d'un traité qui oblige Faghanish à se rendre à Ctésiphon pour y être approuvé comme souverain des Hephtalites. Faghanish devient désormais un vassal des Sassanides, dont l'Oxus devient la frontière orientale avec les Turcs. Cela n'empêche pas la détérioration des relations entre Turcs et Sassanides, qui se disputent le contrôle de la route de la Soie.
En 568, les Turcs envoient une ambassade auprès de Justin II pour proposer une alliance aux Byzantins, dans la perspective d'une attaque en tenaille contre les Sassanides. Néanmoins, cette proposition n'aboutit pas. Vers 570, Istämi pille les terres frontalières tenues par Khosro, avant qu'un traité ne stabilise la situation. Peu après, l'empereur envoie un dignitaire du nom de Mihransitad auprès de la cour des Turcs pour nouer une alliance matrimoniale entre Khosro et la fille d'Istämi, Kayen ou Qaqim-khagan. Celle-ci est jugée digne d'épouser le Roi des rois et l'union est célébrée peu après. Selon quelques sources, Hormizd IV, le successeur de Khosro, est issu de cette union mais, selon l’Encyclopædia Iranica, la chronologie semble contredire cette possibilité, puisque Hormizd serait né vers 540, bien avant le mariage.

### Guerre au Yémen
En 522, avant l'irruption de Khosro, des Éthiopiens miaphysites lancent une attaque contre le royaume d'Himyar au sud de l'Arabie. Le roi arabe local encaisse le choc et appelle les Sassanides à la rescousse, tandis que les Éthiopiens se tournent vers les Byzantins. Les Éthiopiens finissent par tuer le roi des Himyarites et couronnent un roi éthiopien dans la région, sous l'autorité du royaume d'Aksoum.
En 531, Justinien demande aux Éthiopiens établis au Yémen de couper le trafic maritime entre les Sassanides et les Indiens mais les Éthiopiens ne donnent pas suite alors qu'un général du nom d'Abraha prend le pouvoir et se rend indépendant. À sa mort, l'un de ses fils lui succède tandis qu'un autre, Ma'd Karib, s'exile. Si Justinien lui refuse toute aide, Khosro est plus attentif et envoie une flotte dirigée par Vahrez pour déposer le roi yéménite. Après avoir pris la capitale, Ma'd Karib renverse son demi-frère. 
Grâce à cette intervention, Khosro gagne en influence dans la mer Rouge, puisque le royaume de Ma'd Karib devient une sorte de vassal de l'Empire des Sassanides.

### Reprise de la guerre avec les Byzantins
Avec la mort de Justinien en 565, la donne change avec l'Empire byzantin, désormais gouverné par Justin II. La même année, le gouverneur sassanide de l'Arménie, Souren, fait construire un temple du feu à Dvin et fait exécuter un membre influent et populaire de la puissante famille arménienne des Mamikonian. D'emblée, des troubles éclatent et tournent à la rébellion. Le gouverneur est massacré et Dvin prise en 572 par les rebelles. Justin II en profite pour ne plus payer le tribut annuel à Khosro. C'est la fin de la trêve de cinquante ans, qui n'aura donc duré qu'une dizaine d'années. Cette fois, Khosro se montre moins prompt à la guerre et envoie un ambassadeur chrétien à Constantinople pour négocier la paix mais Justin refuse. Il veut utiliser les Arméniens comme des alliés dans sa lutte contre les Iraniens et une armée byzantine assiège bientôt Nisibis.
Contraint de réagir, Khosro envoie son général Glōn Mihrān combattre les Arméniens mais il est vaincu par Vardan Mamikonian dans le Taron, qui s'empare de ses éléphants de guerre. Néanmoins, le général iranien réagit par la prise d'Angl, une région de l'Arménie. Au même moment, le prince Vahan, de la famille des Siouni, demande à Khosro la permission de transporter sa cour de Dvin à Paytakaran, dans l'est de l'Arménie, puis lui demande de fusionner cette région avec l'Atropatène, ce que Khosro accepte.
En 573, Khosro fait envahir la Syrie par Adarmahan, tandis qu'il dirige une force en personne vers Dara, dont il s'empare après un siège de quatre mois, tandis qu'Adarmahan met à sac plusieurs cités syriennes, dont Apamée. Le désastre aurait été tel pour Justin, qu'il en aurait perdu la raison, abandonnant progressivement le pouvoir à Tibère II Constantin. 
En 578, Tibère devient le seul empereur et fait face à une invasion de l'Arménie par Khosro. Le souverain iranien est d'abord victorieux mais, peu à peu, les Arméniens se tournent vers les Byzantins et les Sassanides, bloqués dans leur avancée, font des propositions de paix. Néanmoins, Khosro poursuit les hostilités avec une armée de 12 000 hommes, qui ravagent la Syrie, autour de Constantina, sans s'emparer de territoires pour autant. Le général Tamkhosro parvient à tromper le commandant byzantin Maurice en feignant d'attaquer Théodosiopolis, avant de se détourner pour dévaster la région de Martyropolis et d'Amida. 
Comme souvent dans la longue histoire des guerres byzantino-sassanides, l'offensive de l'un se traduit par une contre-offensive de l'autre, sans que jamais réellement l'équilibre des forces ne soit bouleversé. Cette fois, Maurice réagit en s'emparant de plusieurs positions sassanides. Finalement, Khosro finit par promettre l'amnistie aux rebelles arméniens, en échange de leur retour dans le giron de l'Empire. La paix, alors en train d'être négociée, est cependant interrompue par la mort de Khosro en 579, et l'arrivée au pouvoir d'Hormizd IV.

## Réformes
Khosro Ier accomplit de nombreuses réformes qui lui permettent de mener une politique expansionniste face à Byzance, aux Hephtalites et aux Abyssins, et de contrôler sévèrement l’aristocratie. Il introduit un système rationnel de taxation, basé sur une revue des possessions foncières, que son père avait commencée, qui allège le système des impôts. Il essaie, de toutes les manières possibles, d'augmenter la richesse et les revenus de l'empire. En Babylonie, il construit ou restaure les canaux. Son armée est plus disciplinée que celle des Romains et apparemment bien payée. Il la réforme, crée une cavalerie permanente assistée de corps auxiliaires et partage la fonction d'Eran-Spahbadh entre quatre fonctionnaires.

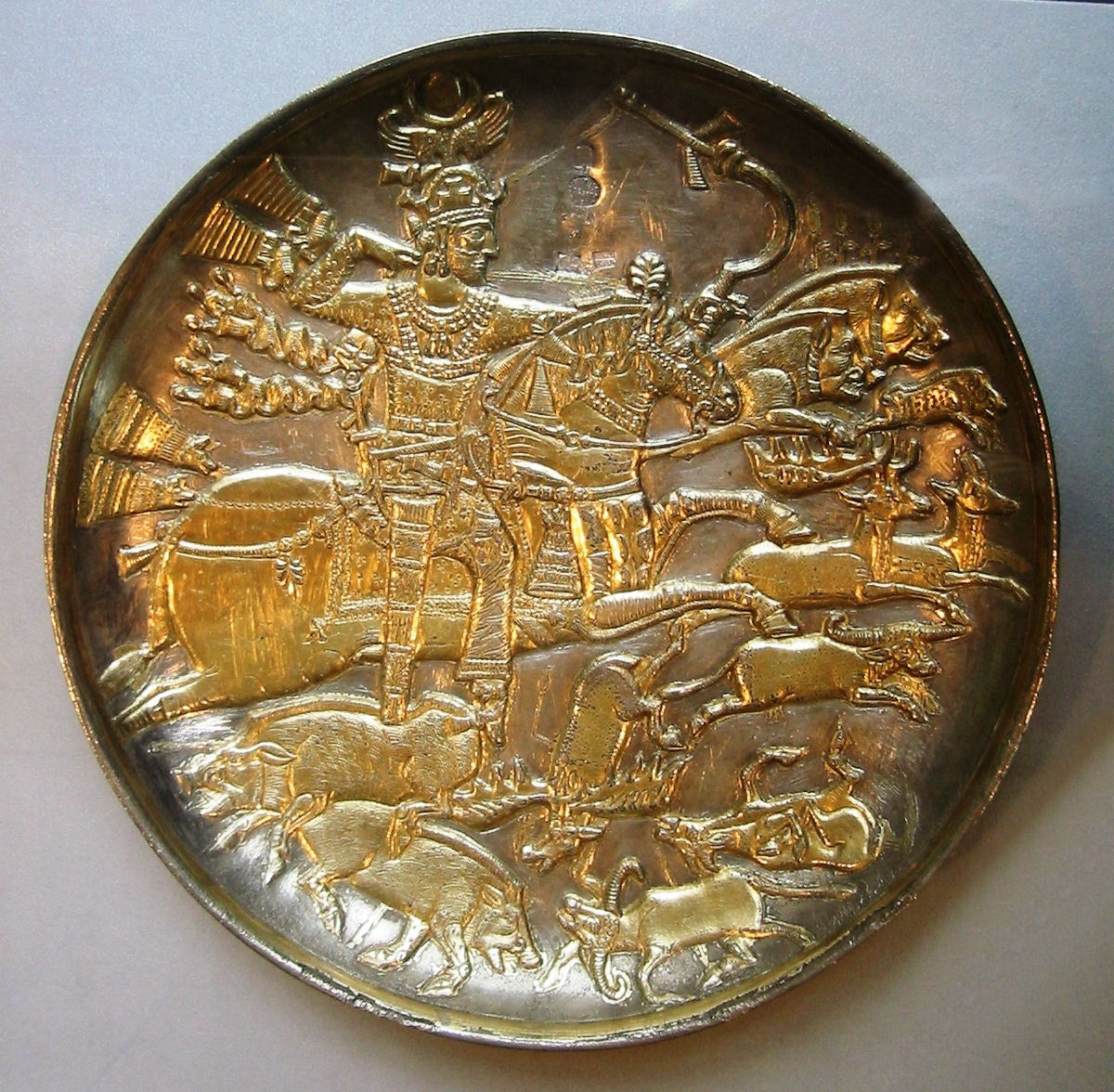
Scène de chasse montrant Khosro Ier.

Depuis le palais de Ctésiphon, l’administration, qui travaille par l’intermédiaire de bureaux (dîwans), assure le fonctionnement de l’empire. Une cour nombreuse entoure le souverain. Titres, dons de robes d’honneur, charges de cour et d’État servent de récompenses et de moyens de gouvernement.

## Famille et descendance
Khosro Ier a épousé, la fille du Khagan des Turcs Istämi yabghu, connu sous le nom de « Silziboulos » par les Byzantins avec qui il a conclu un traité. Elle est la mère de son successeur Hormizd IV, surnommé pour cette raison « Turk-zâd ».
Khosro Ier a également une épouse chrétienne, nommée Euphemia, qu'il laisse libre de pratiquer sa religion. Elle est la mère du prince Nushzad qui se rebelle contre son père en 551 et est gracié. Par contre, quelques années plus tôt, son fils aîné Anōšazād, qui, sur le faux bruit de la mort du roi, s'est révolté à Gundishapur, est puni par l'aveuglement au fer rouge.

## Tolérance religieuse
Khosro, à l'image des autres dirigeants sassanides, adhère au zoroastrisme mais il est aussi conscient des nombreuses minorités religieuses qui peuplent son Empire, représentant un défi pour son homogénéité. L'idée est alors d'incorporer l'ensemble des fidèles des différentes religions dans le concept de mard ou zan ī šahr, soit citoyen de l'Empire. Les Juifs et les Chrétiens de Perse sont parvenus à se fondre dans cet ensemble et le chef de l'Église de l'Orient détient alors le titre de catholicos d'Iran. 
Néanmoins, les persécutions religieuses persistent quand les souverains sassanides estiment qu'elles sont nécessaires. Si Khosro entretient de bonnes relations avec le patriarche Aba Ier, qu'il défend contre le clergé zoroastrien, il l'accuse aussi d'entretenir des contacts avec les Byzantins, ce qui n'est pas neutre dès lors que les deux empires s'affrontent régulièrement. Ainsi, en 542, Aba est démis de ses fonctions et exilé, sans pour autant être exécuté.
Khosro est parfois mal perçu par les tenants du zoroastrisme, en raison de sa tolérance religieuse mais aussi de certaines de ses fréquentations. Il est par exemple très proche de Grégoire, le commandant des troupes iraniennes dans le Caucase, qui a publiquement renié le zoroastrisme devant ses hommes en 518 au profit du christianisme. Devant la grogne émise par le clergé, Khosro est contraint de relever Grégoire de ses fonctions et de l'emprisonner, ce qui ne satisfait qu'imparfaitement certains membres de la cour. Un fils de l'oncle de Grégoire demande expressément son exécution pour avoir bafoué l'honneur de sa famille, les Mihranides, l'un des sept clans parthes. Devant une telle pression, Khosro finit par céder et exécute Grégoire.

## Constructions

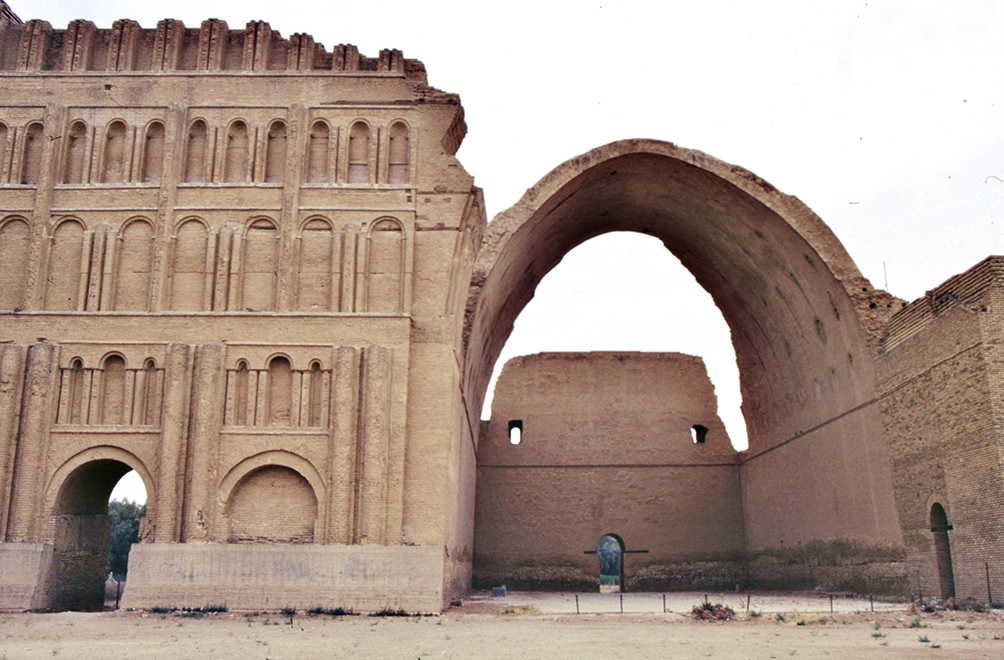
Les ruines de Taq-e Kisra.

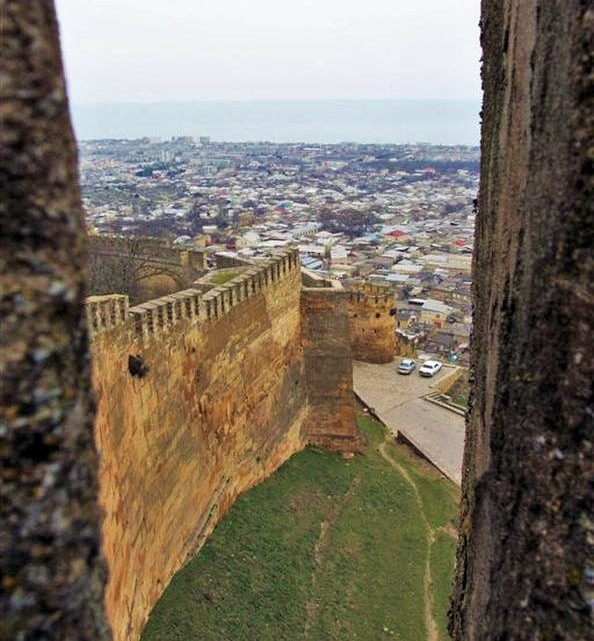
La forteresse de Derbent.

Khosro a fait bâtir plusieurs bâtiments publics tout au long de son règne, comme des ponts, des routes, des murailles ou des barrages. Pour protéger l'Iran, Khosro fortifie les frontières de son Empire, à l'image de la Grande Muraille de Chine ou du mur d'Hadrien mais il s'occupe de tous les fronts. Selon des sources persanes ultérieures, il est à l'origine de la muraille de Gorgan qui part de la rive est de la mer Caspienne, pour protéger l'Empire face aux incursions des peuples nomades comme les Hephtalites. Au nord-ouest, il fortifie Derbent pour barrer les passes du Caucase face aux peuples du Nord, comme les Alains, les Turcs, les Khazars ou les Sarirs du Daghestan.
Au sud-ouest, c'est le mur dit des Arabes qui est élevé. Il est peut-être à l'origine du mur de Tammisha au nord-est. Au-delà de ces constructions militaires, il bâtit un large ensemble de canaux en Assuristan. C'est le canal de Nahrawan. Enfin, à Ctésiphon, il fait construire sa plus célèbre réalisation, la Taq-e Kisra. Ce palais, dont les ruines existent toujours, est l'un des plus célèbres de l'histoire des Sassanides.
Enfin, à la suite du sac d'Antioche en 540, Khosro construit une nouvelle cité à quelques kilomètres au sud de Ctésiphon pour les habitants qu'il a capturé dans la ville. Elle est située sur la rive est du Tigre et se dénomme Weh-andīōg-husraw soit la « ville meilleure qu'Antioche de Khosro ». Elle semble avoir compris des thermes publics et un hippodromme, ainsi qu'un plan général inspiré d'Antioche. Les habitants, majoritairement chrétiens, jouissent de la liberté de culte et peuvent enterrer leurs morts. La ville est aussi connue sous le nom de Rumaga soit la Cité des Grecs, avant de devenir ar-Rumiyya après les conquêtes musulmanes. Des vestiges en ont été excavés dans une zone appelée Bustan Kistra ou « les Jardins de Khosro ».

## Culture

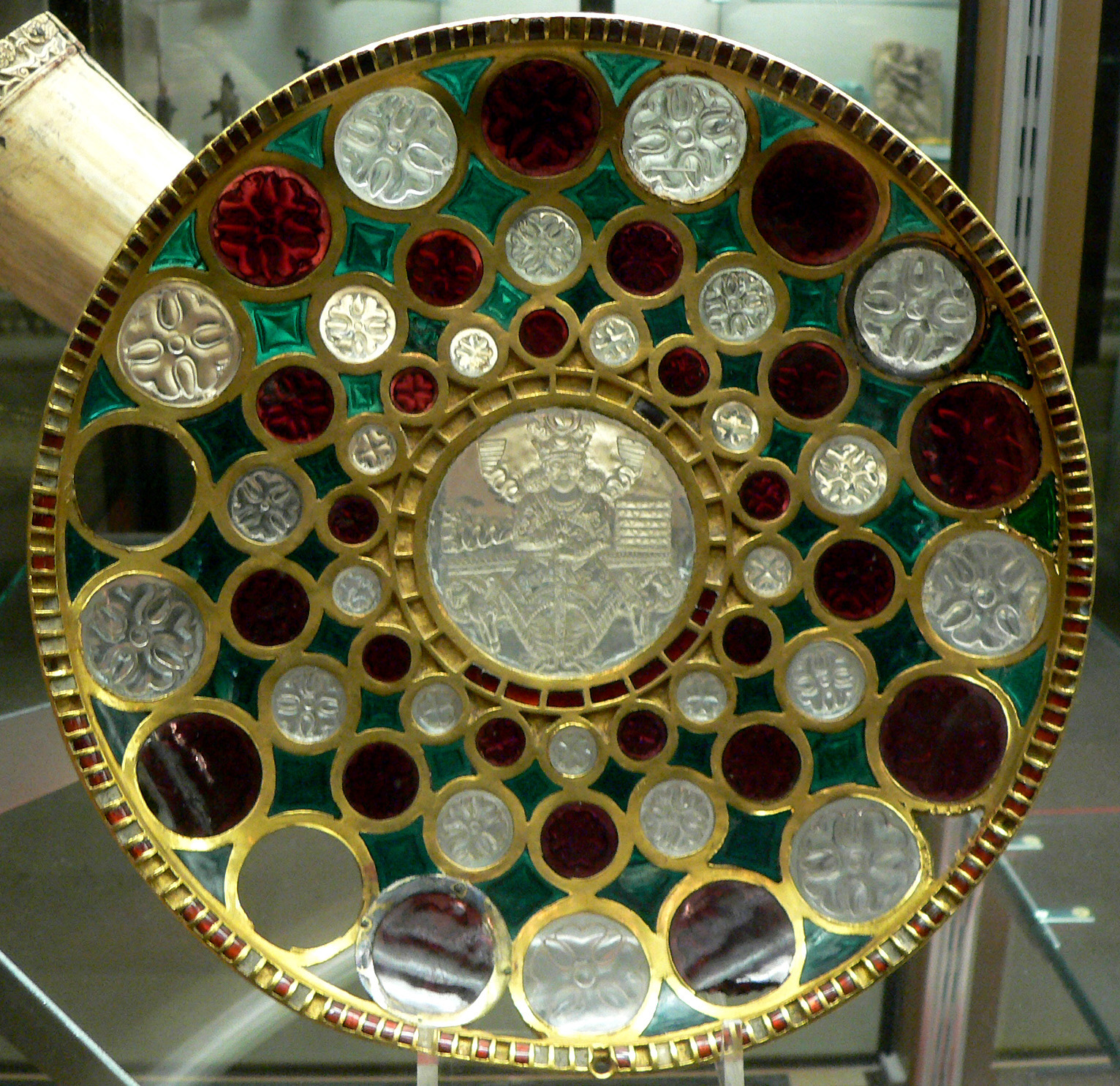
Coupe en or de Chosroès, dite Tasse de Salomon, représentant le roi Kosro 1er trônant. Pièce d'orfèvrerie sassanide offerte par Hâroun ar-Rachîd à Charlemagne. Cette coupe a appartenu au Trésor de Saint-Denis avant de rejoindre en 1791 le département des Monnaies, médailles et antiques de la Bibliothèque nationale de France.

La liberté de pensée est donc de mise à la cour de Khosro, roi ouvert et tolérant, qui emploie des chrétiens, accueille les philosophes grecs de l'École néoplatonicienne d'Athènes, fermée par Justinien en  529, encourage l’enseignement de la médecine, notamment à l'académie de Gundishapur, qui devient le point de rencontre entre les influences grecques, syriaques, persanes et indiennes.
Le roi est aussi intéressé par la littérature et les discussions philosophiques. Sous son règne, les échecs sont introduits depuis l'Inde et le fameux livre du Kalîleh va Demneh est traduit. C'est ainsi qu'il acquiert sa réputation de sagesse. Sous ses auspices, de nombreux livres sont amenés d'Inde et traduits en pehlevi. Certains de ceux-ci trouvent ultérieurement leur voie dans la littérature du monde islamique. Son ministre Borzouyeh (ou Burzoe) traduit le Pañchatantra indien du sanskrit en pehlevi (moyen-persan) et l'appelle Kalîleh va Demneh, qui est ensuite transmis depuis la version perse en Arabie et en Europe.
Sous son règne s'épanouissent les arts somptuaires : orfèvrerie, soieries.